# Fire in the Attic
Fire in the Attic war eine im Oktober 2003 gegründete Post-Hardcore-Band aus Bonn.

## Geschichte

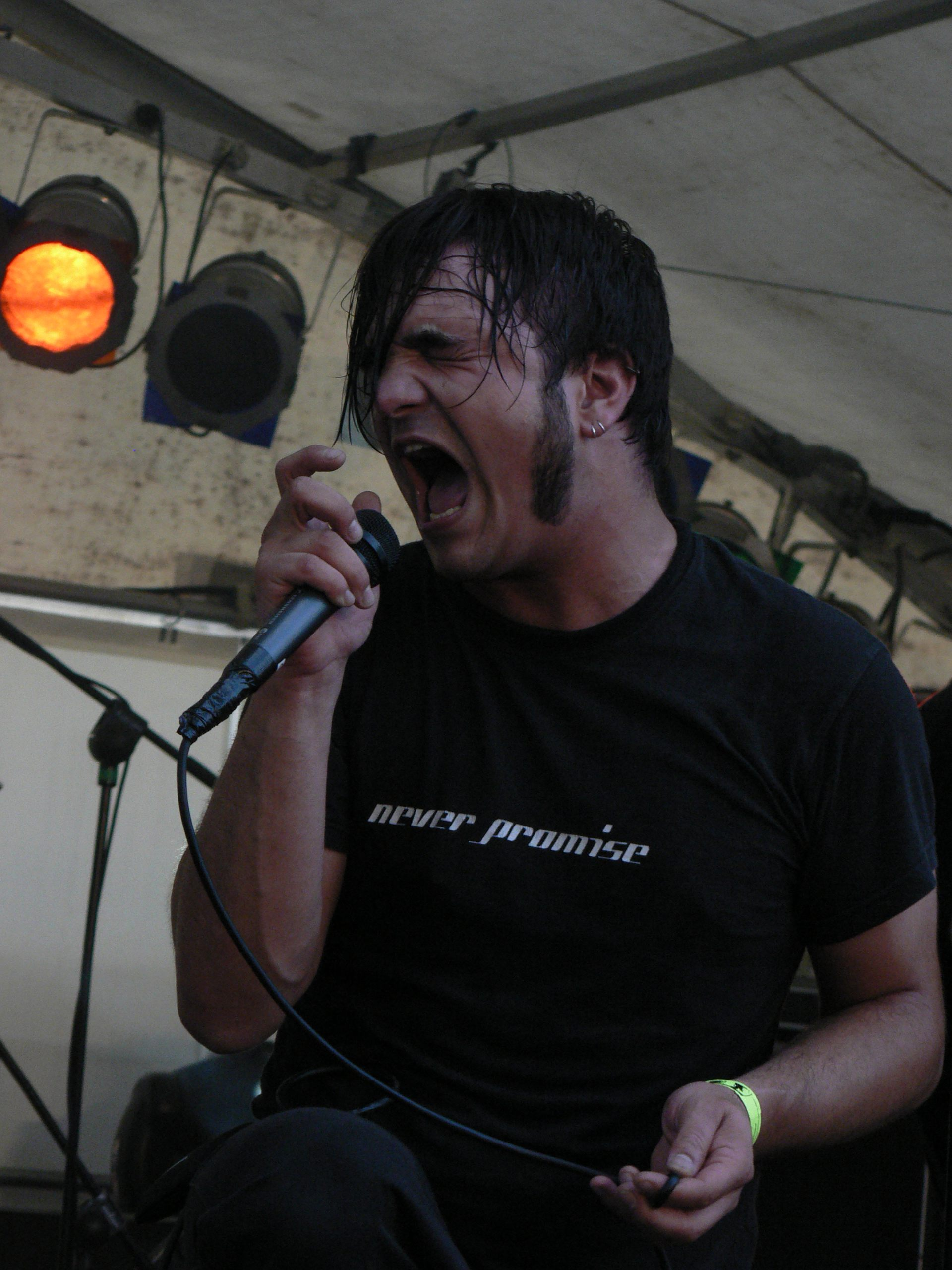
Ole Feltes (2006)

Ihre Mitglieder waren vorher u. a. in den Bands Fastplant und Summer’s Last Regret vertreten. Im Mai 2004 erschien ihre erste EP Decision & Action mit fünf Liedern. Als größter Erfolg in der relativ jungen Bandgeschichte zählen die Auftritte im Vorprogramm von Billy Talent und Coheed and Cambria im Jahr 2004. Ihr erstes Album Crush/Rebuild erschien im April 2005. Passend zum neuen Album-Release standen 2005 diverse Supportshows unter anderem für Taking Back Sunday, Hot Water Music, Millencolin, Finch und Boysetsfire sowie diverse Festivals, u. a. Rheinkultur an.
Im Juni 2006 erschien das zweite Album von Fire in the Attic namens I’ll beat you, City!. Wie schon die vorherigen Releases wurde es über das Düsseldorfer Label Redfield Records veröffentlicht und von Cargo Records vertrieben. Ende Mai/Anfang Juni 2006 begleitete die Band die Kanadier Alexisonfire und Moneen auf deren Deutschland-Tour. Anfang November spielte die Band bei der Taste-Of-Chaos Tour 2006  unter anderem mit Anti-Flag und Taking Back Sunday.
Im April 2008 erschien das dritte Album Cum Grano Salis. Einige Tage zuvor lag das komplette Album kostenlos der Musikzeitschrift Visions bei. Im August 2008 verließ Sänger Ole Feltes die Band. Sein Nachfolger wurde der gebürtige Engländer Thomas Prescott, ehemaliger Keyboarder der Hardcoreband KENAI. Mit Prescott als Sänger veröffentlichten die Band im Jahr 2009 das Album Fire in the Attic.
Im November 2010 ließ die Band über ihre Website verlauten, jegliche Aktivitäten bis mindestens Juli 2011 ruhen zu lassen. Im selben Jahr gründeten Richard Meyer und Dennis Müller (geb. Meyer) die Band KMPFSPRT.

## Stil
Der Sound der Band wird, ähnlich wie es mit gleichartigen Bands passiert, oft fälschlicherweise mit Emocore in Verbindung gebracht. Tatsächlich vereint ihr Stil in sich schnelleren, harmonischen und eingängigen Post-Hardcore mit härteren Schreien sowie sehr melodischen Gesangseinlagen des Sängers Thomas Prescott. In der Musik der Band sind weiterhin mehr oder weniger stärkere Alternative-Rock- oder Emocore-Einflüsse zu erkennen.

## Diskografie
- 2004: Decision & Action (EP, Redfield Records)
- 2005: Crush/Rebuild (Redfield Records)
- 2006: I’ll Beat You, City! (Redfield Records)
- 2008: Cum Grano Salis (Soyuz Music)
- 2009: Fire in the Attic (Redfield Records)